# Valladares (Vigo)
San Andrés de Valladares  (en gallego y oficialmente, Santo André de Valadares) es una de las parroquias más extensas del municipio de Vigo, en España.
En el año 2010 tenía una población empadronada de 5 406 habitantes (INE).
Tiene un relieve muy accidentado, con los montes Alba, Cepudo, Monte dos Pozos y Monte de Sobreira cubierto por masa forestal. 
En Valladares se encuentra el Parque Tecnológico y Logístico de Vigo (además de otras empresas importantes en las afueras de Valladares y cercanas a Vincios,) que es una importante zona industrial de la ciudad de Vigo.
Se extiende desde la gasolinera de Veiran (barrio que pertenece a Matamá) en la Avenida de Castrelos en Vigo hasta la frontera con Vincios, parroquia del ayuntamiento de Gondomar. Por otra zona limita con San Andrés de Comesaña desde el barrio de Freixo, con Fragoselo (Corujo) y Chandebrito (Nigrán) desde él Monte do Zondal y el Monte Cepudo respectivamente, Beade y Zamanes desde el barrio de Sobreira y el Monte de Sobreira respectivamente.
Una de sus principales vías de comunicación es la Carretera de Clara Campoamor, enlaza Pereiró en Castrelos (Vigo) con la universidad en "Marcosende" (barrio de Zamanes) la Universidad de Vigo.
Tiene 3 colegios y un instituto públicos y 2 privados, polideportivo y piscina municipal, además de un Centro Cultural (en el centro de Valladares) y otro Centro Vecinal en el barrio de "Freixo", y una escuela de Música. También tiene tres templos cristianos y un cementerio privado con su propia capilla, además de la iglesia parroquial que data de finales siglo XVII,las capillas de San Juan en Freixo y de la Virgen del Alba en lo más alto del monte homónimo y la más antigua de la parroquia siendo unos 50 años más longeva que su iglesia.
Es el lugar elegido para el 6º encuentro de Arquitecturas Colectivas, donde se reflexiona sobre el territorio rururbano donde se ubica.

## Poblaciones
| NA CÑ VI MA CA FR LA TE CB CN SA AL OY CJ VA SA ZA BM BE Cangas Bueu Moaña Vilaboa Ensenada de San Simón Ría de Aldán Pazos de Borbén Redondela Sotomayor Gondomar Bayona Nigrán Mos Porriño Islas Cíes Océano Atlántico Vigo de Ría |
| Municipio de Vigo. |

Según el nomenclátor de 2010, la parroquia comprende las poblaciones de:
- Barrocas (As Barrocas): 692 habitantes;
- Carregal (O Carregal): 420 habitantes;
- Garrida (A Garrida): 1250 habitantes;
- Iglesia (A Igrexa): 699 habitantes;
- Portal (O Portal): 645 habitantes;
- Freixo (O Freixo):496 habitantes;
- Seoane: 198 habitantes;
- Sobreira (A Sobreira): 407 habitantes;
- Cañizo (O Canizo): 246 habitantes; y
- Gándara (A Gándara): 353 habitantes.

También aparecen en el noménclator, pero no en el INE, los siguientes lugares:
- Alba
- Bertoles
- A Costa
- Fabás
- O Outeiro
- A Pinguela
- Prado
- San Xoán
- A Senra
- A Simona